# 阿提迪亚通吉迪坤公主
阿提迪亞通吉迪坤公主殿下（1984年5月5日—），是泰國卻克里王朝的公主。
她的母親是泰王普密蓬与王后诗丽吉么女朱拉蓬公主，父親是前泰国皇家空军军官Virayudh Didyasarin（วีระยุทธ ดิษยะศริน），兩人所生的第二個孩子。

## 教育
她在2011年7月4日獲得瑪希隆大學國際學院傳播設計文學學士學位。
2011年8月2日至5日期間，曼谷藝術文化中心主辦的年度媒體藝術展上展出她的畢業論文「重新設定包裝的農產品」。